# Michelangelo Grigoletti

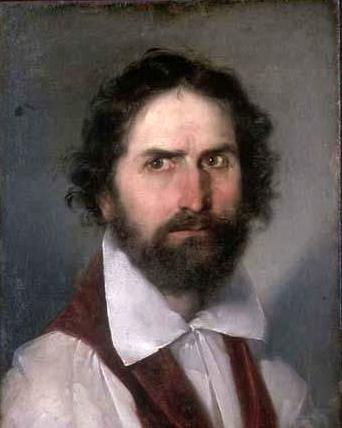
Michelangelo Grigoletti, Selbstporträt

Michelangelo Grigoletti (* 29. August 1801 in Pordenone; † 11. Februar 1870 in Venedig) war ein italienischer Maler zwischen Romantik und Klassizismus, insbesondere Porträtist und Schöpfer religiöser sowie historisch-literarischer Sujets.

## Leben

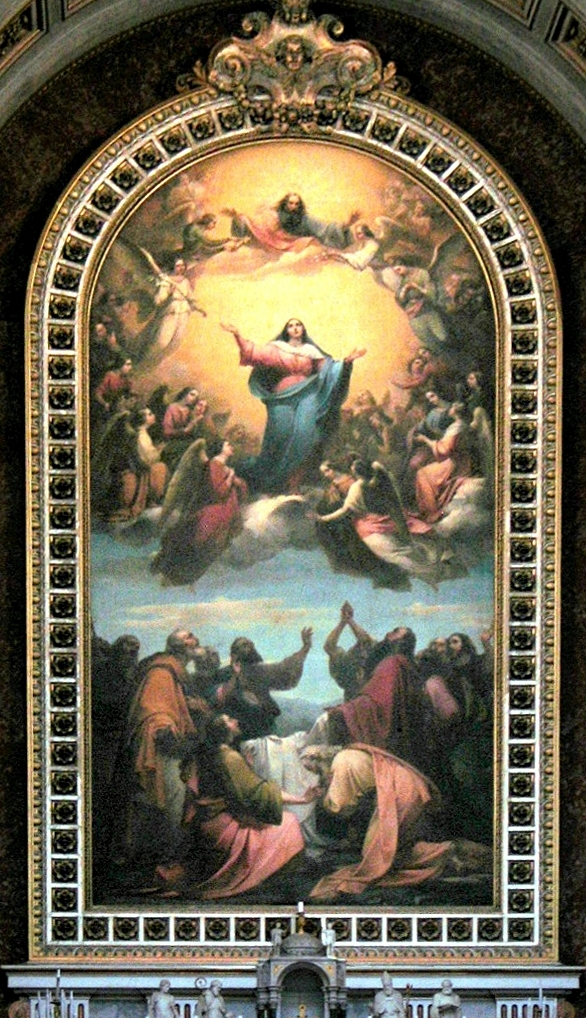
Grigoletti: Mariä Himmelfahrt, Kathedrale von Esztergom

Grigoletti wurde (nach dem Frieden von Campo Formio) als Untertan des Habsburgerreichs geboren. Er stammte aus ärmlichen Verhältnissen. Seine Eltern sind Teresa de Michieli und Osvaldo Grigoletti (er hat sie 1829 in einem Gemälde verewigt). Nachdem die Familie seinen künstlerischen Hang erkannt und anerkannt hatte, unterstützte ihn ein verwandter Priester in dem Wunsch, Kunst zu studieren. Durch die Vermittlung der Stadt Pordenone gelang es Grigoletti, sich vom Wehrdienst zu befreien, der im Kaisertum Österreich (zu dem sich das Habsburgerreich gewandelt hatte) acht Jahre dauerte. Als Dank schenkte er 1824 seiner Heimatstadt ein Bild, das San Benedetto darstellt.
Grigoletti begann 1820 sein Studium an der Kunsthochschule Venedig (Accademia di belle arti di Venezia), die damals von Leopoldo Cicognara (1767–1834), einem Freund Antonio Canovas und Bekannten August Wilhelm Schlegels, geleitet wurde. Grigoletti machte sich dort, als Schüler von Teodoro Matteini (1754–1831) und Odorico Politi (1785–1846), mit dem Neoclassicismo bekannt (dem Rückgriff auf die großen Maler des 16. und 17. Jahrhunderts). Nach Ende seines Studiums an der Akademie 1830 begann er mit Auftragsmalereien. 1835 reiste er nach Rom, wo er die Werke von Annibale Carracci, Guido Reni,  Domenichino Zampieri und insbesondere Giovanni Francesco Barbieri (genannt Guercino – der Schieler) studierte und seine Erkenntnisse in einem Tagebuch niederlegte. Im selben Jahr arbeitete er zusammen mit Odorico Politi, Natale Schiavoni und Ludovico Lipparini an der Ausschmückung der Kirche Sant’Antonio Nuovo in Triest. 1837 und in den Folgejahren malte er im Auftrag hoher ungarischer Geistlicher (darunter Johann Ladislaus Pyrker).
Grigoletti, der nach dem Studium seinen Wohnsitz in Venedig genommen hatte, lernte 1838 Ferdinand I. kennen, der auf seiner Reise durch Lombardo-Venetien auch Venedig besuchte, um der Wiedereröffnung des Teatro La Fenice beizuwohnen. Der Kaiser verschaffte ihm den Auftrag zu dem Gemälde I due Foscari. Das Werk wurde günstig aufgenommen, bereicherte die kaiserliche Kunstsammlung und begründete Grigolettis Ruhm, den die Wiener Kunstakademie zum Mitglied ernannte. 1842 begegnete er in Wien den Malern Ferdinand Georg Waldmüller und Friedrich von Amerling.
1850 erhielt Grigoletti eine feste Anstellung als Professor an der Kunsthochschule Venedig, deren Lehrer er bis zu seinem Tode blieb. Als seine Schüler gelten u. a. Cesare Dell’Acqua, Tranquillo Cremona, Giacomo Favretto und Federico Zandomeneghi. Grigoletti zeichnete sich aus als Porträtist (z. B. Giuseppe Longhi, Virginia Saltorelli, La famiglia Fossati, I fratelli Fossati), als Maler historisch-literarischer Sujets (z. B. I due Foscari, Paolo e Francesca) und als Kirchenmaler (z. B. l’Assunzione della Vergine, L’Annunciazione). Gilberto Ganzer (Direktor des Städtischen Kunstmuseums Pordenone) schreibt über ihn: Die Persönlichkeit Grigolettis muss eingerückt werden in den kulturellen Rahmen der venezianischen bildenden Kunst des 19. Jahrhunderts, in eine Epoche des Übergangs zwischen Romantik und Klassizismus.
Gegen Ende des Lebens schenkte Grigoletti seiner Geburtsstadt viele Gemälde, Zeichnungen und Studien – mit der Auflage, sie in einem Museum auszustellen, so dass ein großer Teil seines Werkes im Städtischen Kunstmuseum Pordenone zu besichtigen ist. In Pordenone, Carlino und Codroipo sind Straßen nach ihm benannt worden. Das staatliche Gymnasium (mathematisch-naturwissenschaftliche Richtung) in Pordenone nennt sich Michelangelo Grigoletti.

## Werke (Auswahl)
- Giove che accarezza Amore (Jupiter liebkost Amor), 1824
- Tancredi ferito è trovato da Erminia e da Vafrino (der verletzte Tankred wird von Hermine und Vafrin gefunden), 1826, Museo Sartorio in Triest. Das Gemälde bezieht sich auf den 19. Gesang des Epos Das befreite Jerusalem (La Gerusalemme liberata) von Torquato Tasso
- La famiglia Fossati, 1828–1829, Städtisches Kunstmuseum Pordenone[6]
- I genitori (die Eltern), 1829, Städtisches Kunstmuseum Pordenone
- I due nipoti (die beiden Neffen), 1829, Städtisches Kunstmuseum Pordenone
- Lucia ai piedi dell’Innominato (Lucia zu Füßen des Ungenannten), um 1830, im Auftrag der Prinzessin Luisa Buoncompagni Ottoboni Ludovisi dei Duchi di Fiano, der Frau des Grafen Francesco Papafava aus Padua[7]. Das Gemälde bezieht sich auf den Roman Die Brautleute von Alessandro Manzoni
- Il Nibbio, 1830. Der Nibbio ist eine Figur (der Handlanger eines Feudalherrn) aus Manzonis Roman Die Brautleute
- Ritratto di signora (Bildnis einer Dame), um 1835, Galleria Nazionale d’Arte Moderna in Rom
- San Michele Arcangelo che abbatte Lucifero (der Erzengel Michael stürzt Luzifer), 1837, Altarbild in der Kathedrale von Eger (Ungarn), im Auftrag von Johann Ladislaus Pyrker
- La Sacra Famiglia (die heilige Familie, ungarisch: a szent család), 1838, Altarbild in der Basilika zu Eger, ebenfalls im Auftrag Pyrkers
- Sant’Anna che educa la Vergine (die heilige Anna unterweist die Jungfrau Maria), 1835–1838, Altarbild in der Kirche Sant’Antonio Nuovo in Triest
- Paolo e Francesca, 1840, Museo Sartorio in Triest. Das Gemälde bezieht sich auf das Liebespaar im 5. Gesang der Göttlichen Komödie von Dante Alighieri
- I due Foscari (die beiden Foscaris, letztes Gespräch des Dogen Francesco Foscari mit dem Sohn Jacopo), 1839–1842, Österreichische Galerie Belvedere in Wien. Das große Gemälde (ca. 5 m breit) wurde von Ferdinand I. in Auftrag gegeben
- Tancredi visita la salma di Clorinda (Tankred sieht die Leiche Clorindes)[8], 1840–1843, Privatsammlung, im Auftrag des Sammlers Leone Hierschel (für eine Ausstellung der Società Triestina di Belle Arti). Das Gemälde bezieht sich auf den 12. Gesang des Epos Das befreite Jerusalem von Torquato Tasso
- La famiglia dell’imprenditore Busetto-Petich (die Familie des Unternehmers Busetto-Petich, des Erbauers der Eisenbahnbrücke über die Lagune)[9], 1845, Privatsammlung, im Auftrag des Unternehmers
- l’Assunzione della Vergine (Mariä Himmelfahrt), 1846–1854, Altarbild in der Kathedrale von Esztergom, Kopie nach Tizian[10], im Auftrag des ungarischen Primas’ József Kopácsy
- Il fornaretto (der Bäckerjunge), nach 1846. Das Bild bezieht sich auf Pietro Tascal, die Hauptfigur eines Theaterstücks von Francesco dall’Ongaro (1808–1873)[11]
- L’Annunciazione (Verkündigung), 1857, Altarbild in der Kirche Annunziata zu Trient[12]
- Crocifissione (Kreuzigung), 1864, Altarbild in der Kathedrale zu Esztergom, im Auftrag des ungarischen Kardinals János Scitovszky
- La morte di San Giuseppe (Josephs Tod), Altarbild in der Kirche Santa Maria Maggiore in Cordenons, 1868
- Santo Stefano, re d’Ungheria, che offre la corona del Regno alla Madonna (der heilige Stephan, König von Ungarn, bietet die Reichskrone der Madonna an), nach Grigolettis Tod vollendet von Napoleone Nani, Altarbild in der Kathedrale zu Esztergom, im Auftrag des ungarischen Kardinals János Scitovszky

Weitere Bilder des Malers im Städtischen Museum Pordenone: Angelica Bearzi Pisenti, La signora Bianca F., Andrea Galvani, Pietro Milani,Pietro di Montereale, Paesaggio dell’Agro Romano (Ager Romanus, eine romantische Ruinenlandschaft). Weitere Kirchenbilder: Santa Lucia (Diözesan-Kirche Santa Maria Nascente in Agordo, Provinz Belluno) und Le anime purganti (die Seelen im Fegefeuer, Kirche San Tommaso Apostolo in Carlino).